# Tri.be
Tri.be (кор. 트라이비: стилизуется как TRI.BE; сокращение от Triangle Being; читается как Трай. Би) — южнокорейская гёрл-группа, сформированная в 2021 году компаниями TR Entertainment и Universal Music Group. Группа состоит из шести участниц: Сонсон, Келли, Хёнбин, Цзя, Соын и Мирэ. Дебют состоялся 17 февраля 2021 года с сингловым-альбомом Tri.be Da Loca.

## Название
Их название комбинация от слов «Tri» сокращено от «Треугольник», которое символизирует совершенство и «Be», что символизирует совершённое бытие или совершённое существование.

## Карьера

### Пре-дебют
Сонсон и Хёнбин были стажёрками Banana Culture и были частью «Banana Culture New Kid». Сонсон стажировалась в течение восьми лет, а Хёнбин в течение трёх лет. Келли участвовала в шоу на выживание Youth With You 2 в рамках Lion Heart Entertainment, но она выбыла в первом раунде.

### 2021—2023: Дебют сTri.be Da Loca,Conmigo,Veni Vedi Vici,LeviosaиW. A. Y
29 декабря 2020 года было объявлено, что продюсер Shinsadong Tiger и Universal Music дебютируют в женскую группу в начале 2021 года. 4 января 2021 года официальные аккаунты группы в социальных сетях опубликовали официальное видео с логотипом, в котором был показан логотип группы и их название Tri.be. Позже в тот же день было подтверждено, что группа дебютирует в феврале 2021 года. До их дебюта они были представлены в своём первом онлайн-реалити-шоу, Let’s Try ! Be, на YouTube через студию Lululala.
Они дебютировали со своим первым сингловым-альбомом Tri.be Da Loca 17 февраля 2021 года с ведущим синглом «Doom Doom Ta». Обе песни в альбоме были спродюсированы Shinsadong Tiger и LE из EXID. Позже было объявлено, что группа подписала контракт с лейблом Universal Music Republic Records для продвижения в Соединённых Штатах.
9 апреля, группа объявила что их официальное название фэндома будет «TRUE». Это название является аббревиатурой от «TRI.BE! с нами навсегда»; он берёт «TR» из названия группы, «U» из слова «US» и «E» из слова «Навсегда», чтобы показать желание группы быть со своими поклонниками навсегда.
В мартовском интервью Universal Music Malaysia выяснилось, что Tri.be впервые вернутся со вторым сингловым альбомом в мае, а в сентябре с мини-альбомом. 18 мая группа выпустила свой второй сингловой-альбом Conmigo с ведущим синглом «Rub-A-Dum».
12 октября группа выпустила первый мини-альбом Veni Vedi Vici, с ведущим синглом «Would You Run».
25 ноября Tri.be выпустят зимний сингл под названием «Santa For You».
2 декабря было объявлено, что Tri.be исполнят песню под названием «Bha Bha Song» для предстоящего мультсериала Cartoon Network We Baby Bears, который является спин-оффом оригинального мультсериала Вся правда о медведях. Песня была выпущена 17 декабря вместе с музыкальным клипом. Песня была выпущена на английском языке, а также в корейской, японской и китайской версиях.
9 августа 2022 года группа выпустила третий сингловой-альбом Leviosa с заглавным треком «Kiss».
14 февраля 2023 года Tri.be выпустили второй мини-альбом W. A. Y, с ведущим синглом «We Are Young».

## Состав
- Сонсон (кор. 송선) — Лидер
- Келли (кор. 켈리)
- Джинха (кор. 진하)
- Хёнбин (кор. 현빈)
- Цзя (кор. 지아)
- Соын (кор. 소은)
- Мирэ (кор. 미레) — макнэ

## Дискография

### Мини-альбомы
- Veni Vedi Vici (2021)
- W. A. Y (2023)

## Фильмография
- Let’s Try ! Be (2021, Studio Lulu Lala, YouTube[5])